# Carl-Robert Lindström

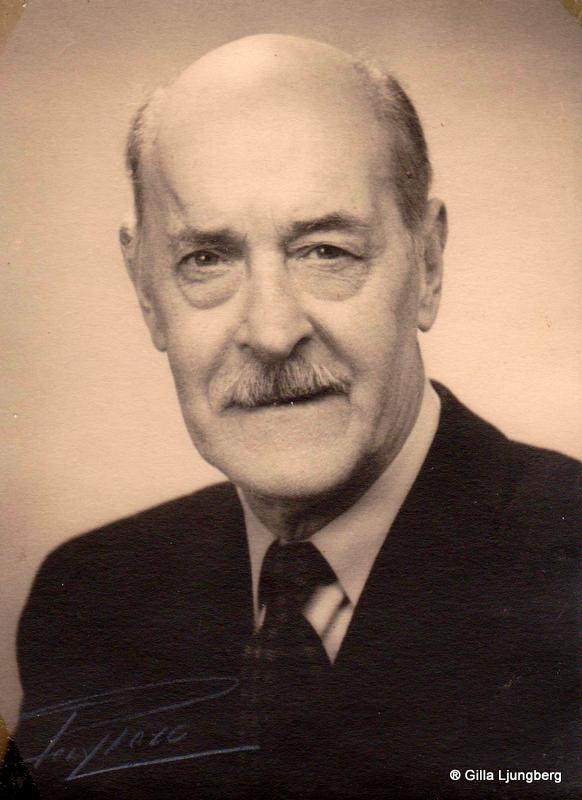
Carl-Robert Lindström

Carl-Robert Lindström, född 23 april 1876 i Visby, död 15 april 1965 i Skebo herrgård, Skebobruk, var en svensk arkitekt i huvudsak verksam i Uppsala och Stockholm.

## Liv och verk
Lindström, vars far var sjökapten, studerade vid Chalmers tekniska läroanstalt i Göteborg 1892–1897 och vid Kungliga Akademien för de fria konsterna 1897–1900. Därefter följde anställningar hos Ture Stenberg i Uppsala, hos Gustaf Nyström i Helsingfors 1901–1903 samt hos Isak Gustaf Clason i Stockholm 1903–1904. 
Han drev egen verksamhet i Uppsala 1904–1914 och verkade som tillförordnad stadsbyggmästare 1911–1913 och tillförordnad stadsarkitekt 1913–1914. Mellan 1912 och 1914 satt han i styrelsen för Tekniska skolan i Uppsala. Han flyttade därefter tillbaka till Stockholm för en anställning hos Ivar Tengbom 1914–1916. År 1915 var han extra arkitekt i Stockholms stads byggnadsnämnd. Från 1916 och tio år framåt arbetade han för Ivar Nyqvist i dennes byrå AB Arkitekt- och byggnadsbyrån i Stockholm. Från 1926 drev han egen verksamhet i huvudstaden. 
Huvuddelen av produktionen återfinns i Uppsala och Stockholm, men han ritade även varmbadhuset i Visby 1912.
Carl-Robert Lindström är begravd på Solna kyrkogård.

## Bilder av verk i urval

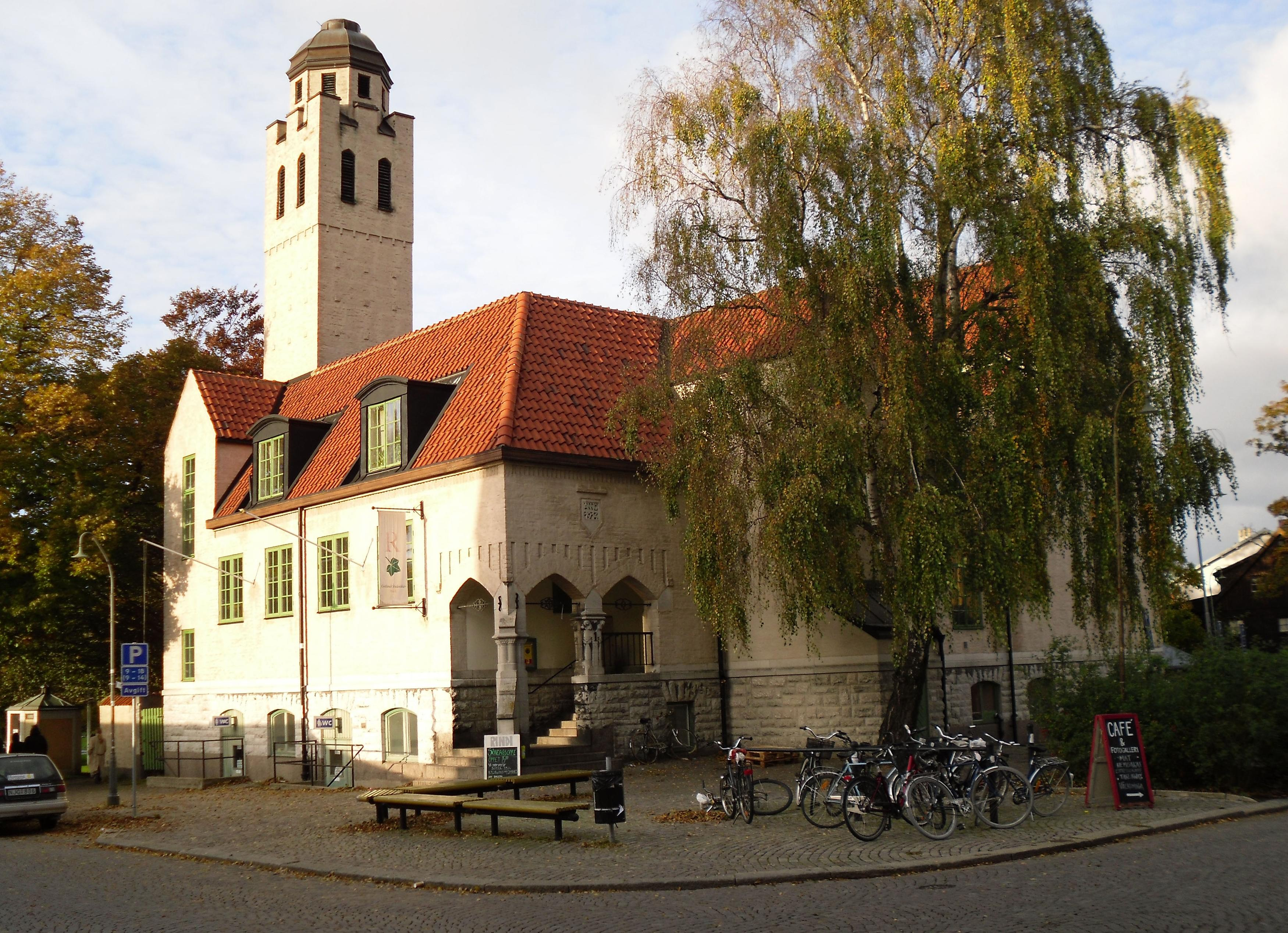
Varmbadhus i Visby (idag Rindiborgen)
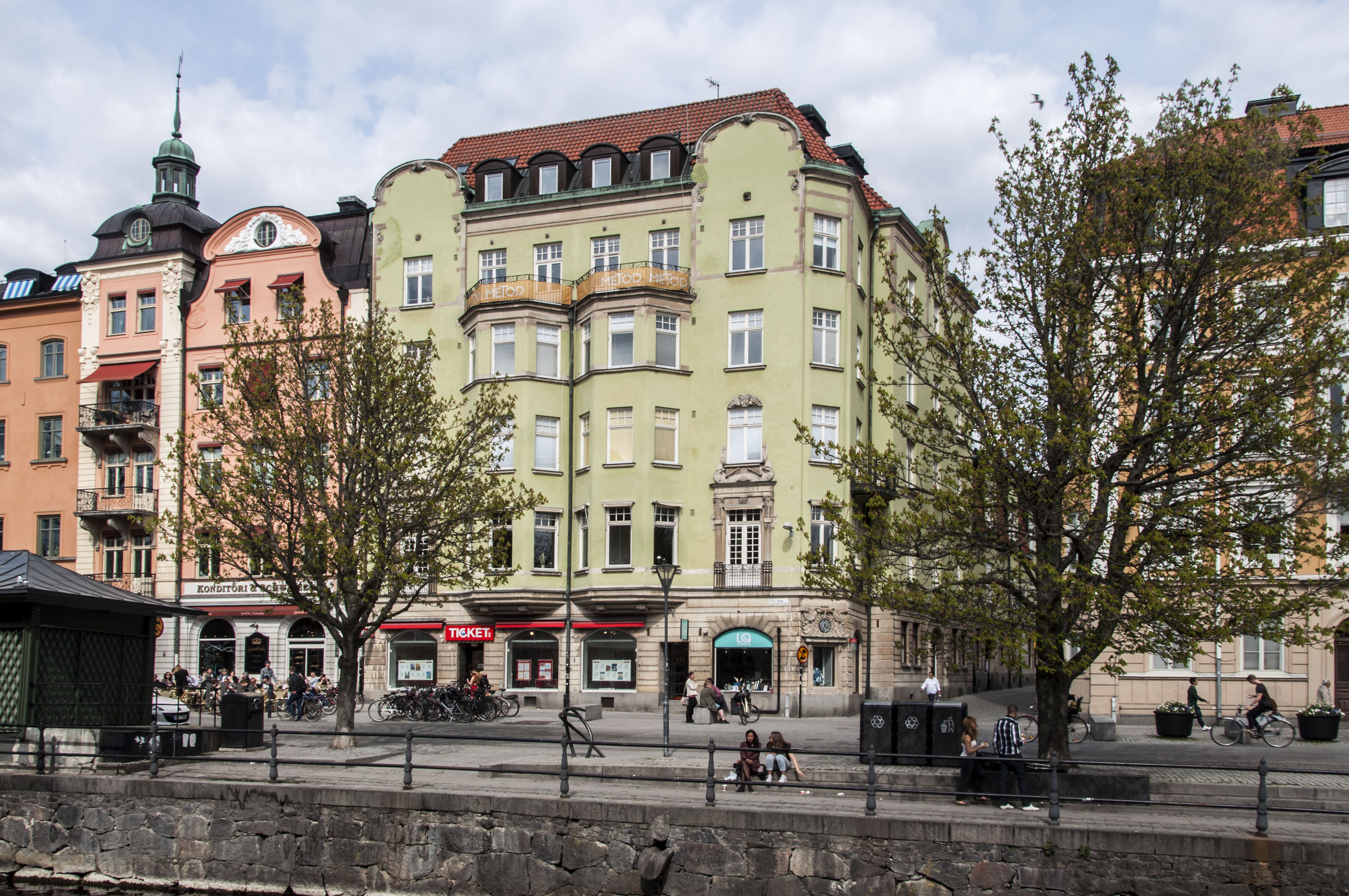
Tidningen Upsalas byggnad
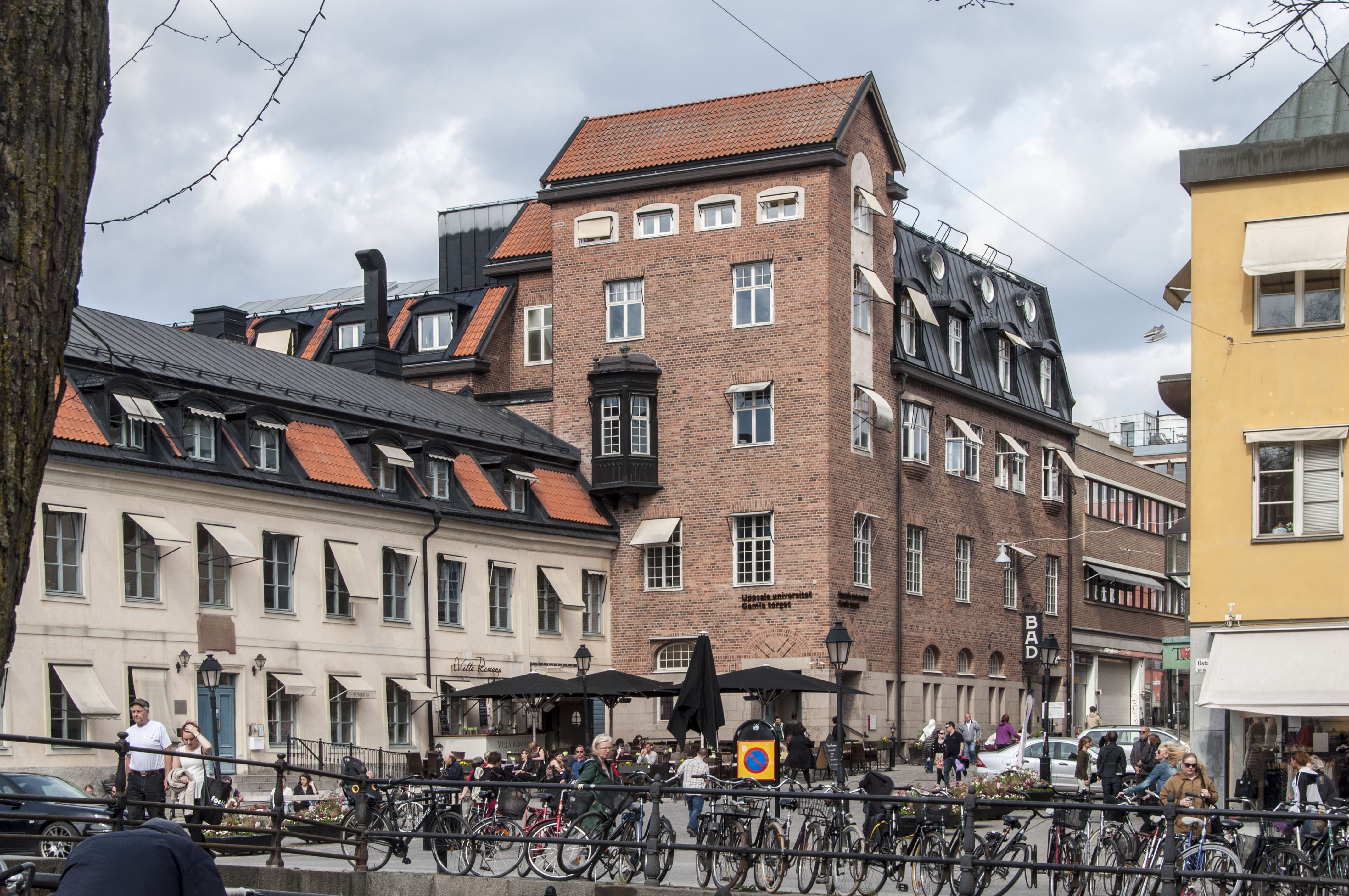
Centralbadet, Uppsala
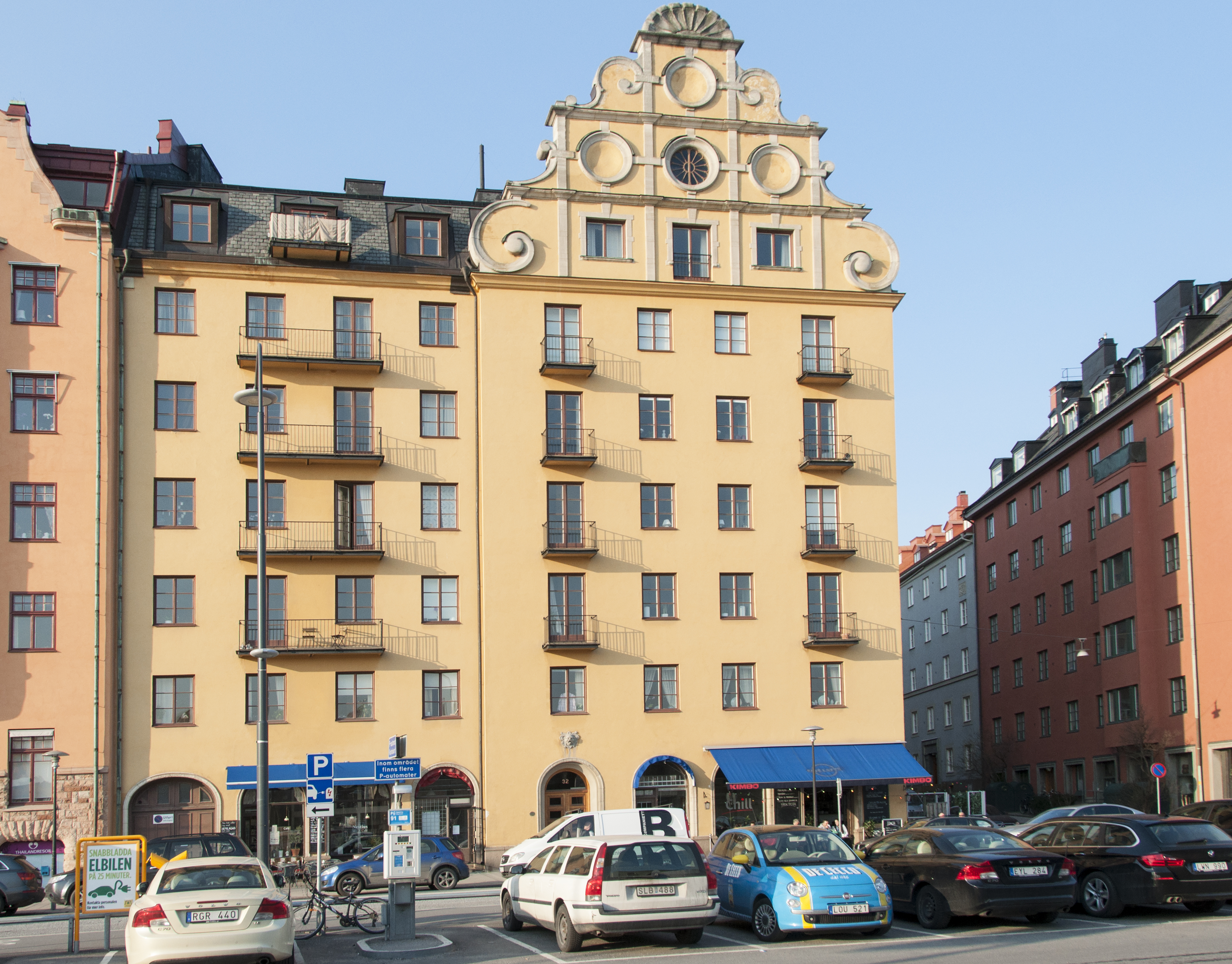
Vattuormen 34, Stockholm
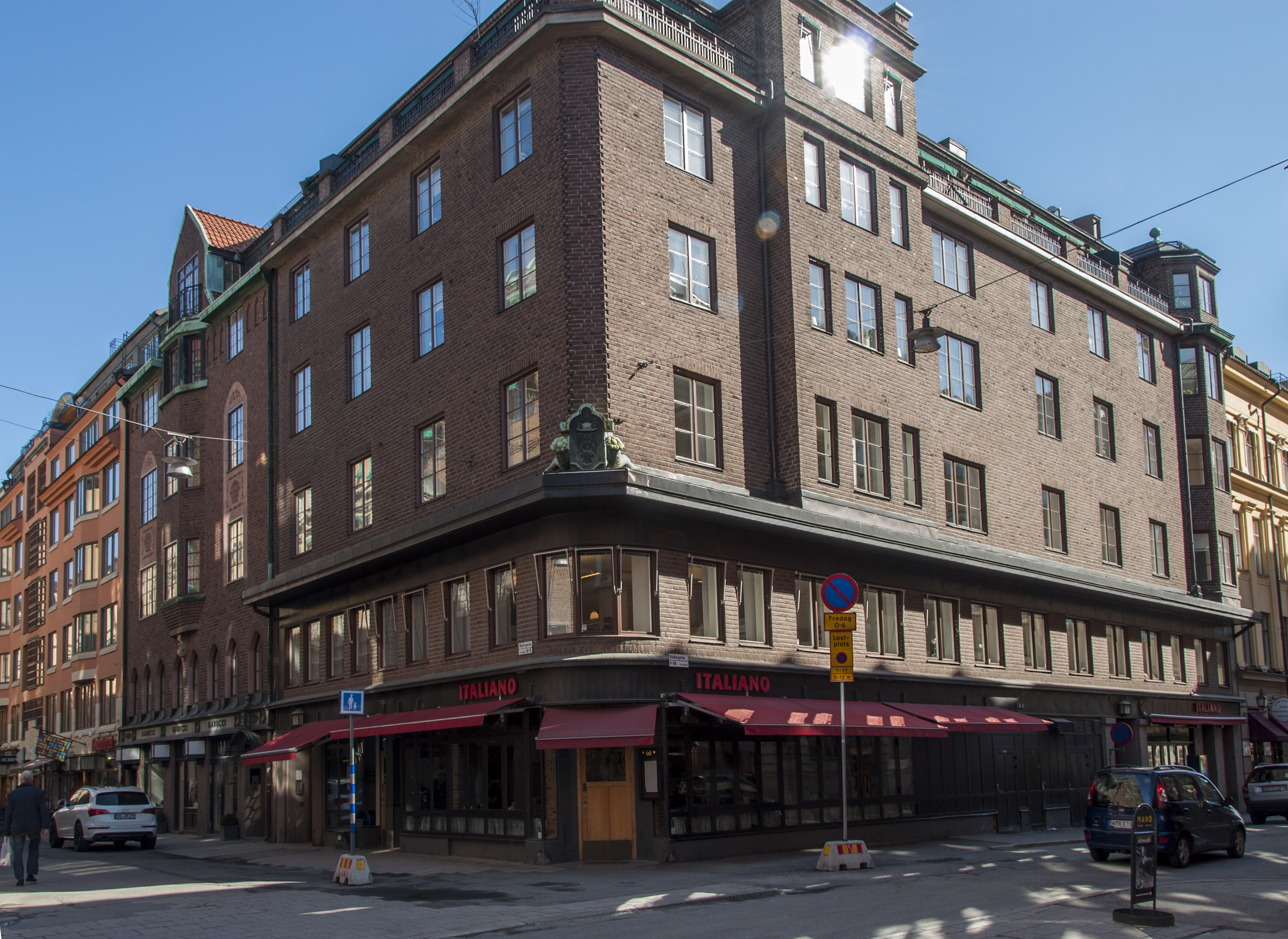
Järnlodet 1, Stockholm
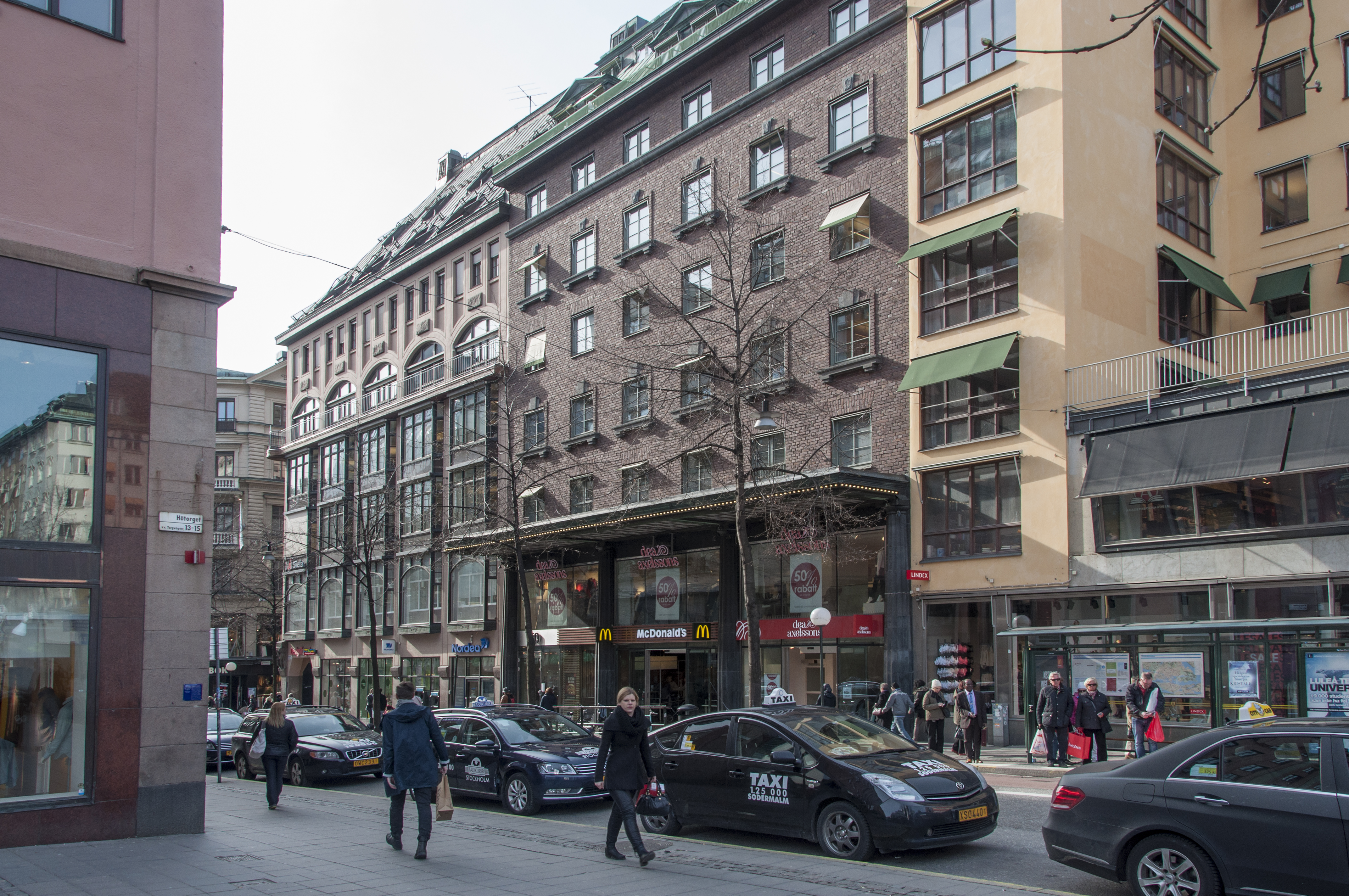
Vinkelhaken 10, Stockholm
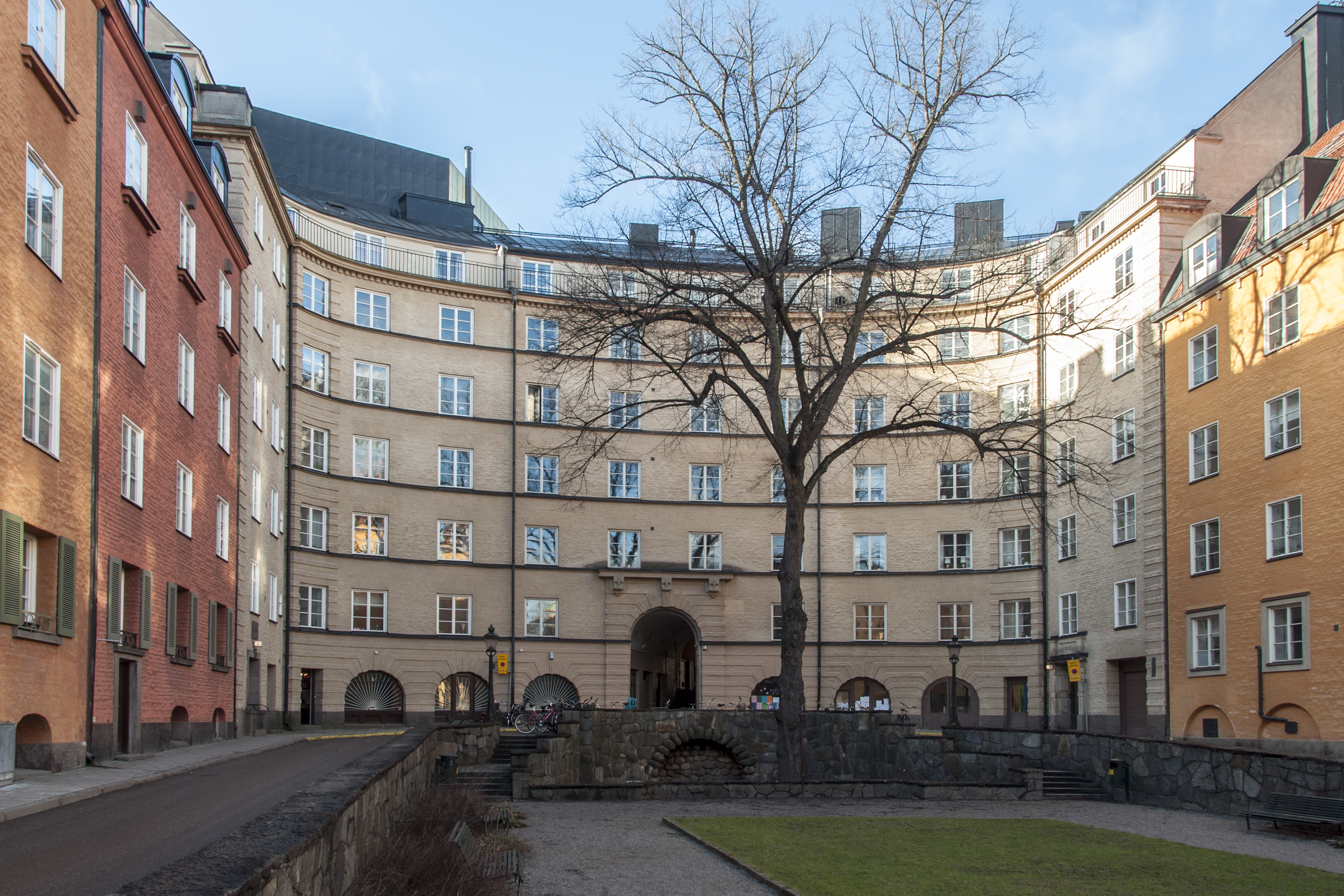
Hugin 12, Stockholm
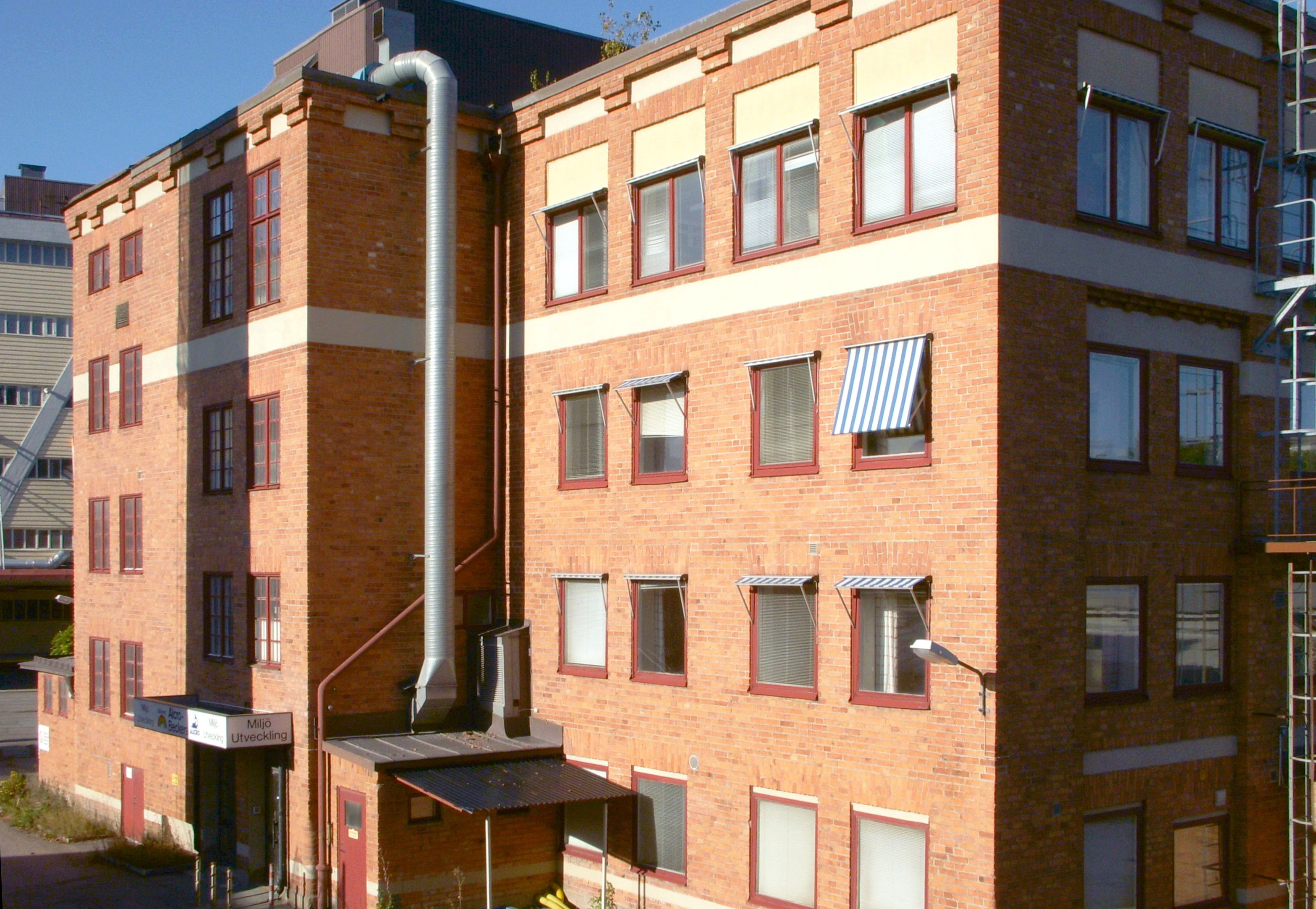
Förbandsfabriken, Stockholm (fasader)

## Verk i urval

### Byggnader i Uppsala
- Bostadshus, Östra Ågatan 9 - 11, 1907
- Byggnad för Tidningen Upsala, Östra Ågatan 33 - Smedsgränd 2, 1907
- Bostadshus, Kungsgatan 17, 1913
- Villa St Olofsgatan 7, 1913
- Kontors- och badhus, St Persgatan 2 - 4, 1910
- Elisabethemmet, Geijersgatan 20 - 22, 1910
- Ombyggnad för Trefaldighetsförsamlingen, pastorsexpedition och kyrkoherdebostad, St Olofsgatan 6 - Övre Slottsgatan 16, 1913
- Ny- och ombyggnad för Ultuna lantbrukshögskola och Uppsala hospital;

### Byggnader i Stockholm
- Bostadshus, kv. Stämjärnet 1, Heleneborgsgatan 12, 1923–1924
- Bostadshus, kv. Järnlodet 1, Nybrogatan 12, 1928–1930
- Bostadshus, Tre liljor 7 och 8 - Dannemoragatan 6, 1925–1926
- Bostadshus, kv. Våghalsen 15, Sveavägen 61, 1930–1931, vindsvåning 1955
- Bostadshus, kv. Vinkelhaken 10, Kungsgatan 50 , 1929–1930
- Bostadshus, Norr Mälarstrand 78, 1931–1932
- Bostadshus, kv. Vattuormen 34, Norr Mälarstrand 32, 1926
- Bostadshus, Helgalund 1 och 9, Helgagatan 27 - Blekingegatan 31, 1930–1931
- Malmgårdsvägen 28 - Ljusterögatan 7, 1929–1930
- Ljusterögatan 3, Katarina Bangata 71 och 73, 1929–1931
- Villabyggnader, industribyggnader (så som Förbandsfabriken) och stadsplanedetaljer, med mera